# Недотрога бальзаминовая
Недотрога бальзаминовая, или Бальзамин садовый (лат. Impatiens balsamina) — однолетнее растение из рода Недотрога семейства Бальзаминовые. 

## Ботаническое описание
Недотрога бальзаминовая — травянистое растение высотой от 25 до 45 см. Стебель прямостоячий, неветвистый. 
Листья растения ланцетные, узкие, заострённые, при основании узкоклиновидные, по краю пильчатые. 
Цветки белого, розового, пурпурного цвета или пёстрые. Шпорец лепестковидного чашелистика от 1 до 1,5 см длиной, согнутый. Цветки опыляются пчёлами и другими насекомыми, а также некоторыми птицами, которые питаются нектаром. Плод — яйцевидная опушенная коробочка.

## Распространение
Родиной растения является Китай. Недотрога бальзаминовая культивируется в южных областях Дальнего Востока, в Средней и Малой Азии, в Южной Европе, а также в Индии и Японии. 

## Химический состав растения
Недотрога бальзаминовая содержит крахмал, лавсон, жирное масло, сапонины. В листьях растения содержится вещество импатиинид. 